# 世羅中継局
世羅中継局（せらちゅうけいきょく）は、広島県世羅郡世羅町にある、FMラジオ放送及び地上波テレビジョン放送の中継局である。

## 概要
- 当中継局は、同町大字西上原[1]の新山にあり、同町内などへ電波を発射している。
- 以前はNHK・RCC・HFMの共同送信施設とHOME・HTV・TSSの共同送信施設の2施設に分かれて、全局が「世羅甲山中継局」と名乗っていたが、2008年5月8日のデジタル放送開始後は地上波テレビ全局が「世羅中継局」として、旧NHK・RCC・HFM共同送信施設を使用することになり、旧HOME・HTV・TSS共同送信施設は廃止された。

### FMラジオ
| 周波数  | 放送局名             | 空中線電力 | 実効輻射電力 | 放送対象地域 | 放送区域内世帯数 | 備考        |
| 81.4MHz | HFM 広島エフエム放送 | 10W        | 10W          | 広島県       | 不明             | [ 2 ] [ 3 ] |
| 82.4MHz | NHK 広島FM           | 10W        | 10W          | 広島県       | 不明             | [ 4 ] [ 5 ] |

### 地上デジタルテレビ
全局水平偏波
| ID | 放送局名              | 物理チャンネル | 空中線電力 | 実効輻射電力 | 放送対象地域 | 放送区域内世帯数 | 開局日       | 備考          |
| 1  | NHK 広島総合          | 42             | 1W         | 2.3W         | 広島県       | 約2,700世帯      | 2008年8月5日 | [ 7 ] [ 5 ]   |
| 2  | NHK 広島教育          | 38             | 1W         | 2.3W         | 全国         | 約2,700世帯      | 2008年8月5日 | [ 8 ] [ 5 ]   |
| 3  | RCC 中国放送          | 37             | 1W         | 2.3W         | 広島県       | 約2,700世帯      | 2008年8月5日 | [ 9 ] [ 10 ]  |
| 4  | HTV 広島テレビ放送    | 39             | 1W         | 2.2W         | 広島県       | 約2,700世帯      | 2008年8月5日 | [ 11 ] [ 12 ] |
| 5  | HOME 広島ホームテレビ | 49             | 1W         | 2.3W         | 広島県       | 約2,700世帯      | 2008年8月5日 | [ 13 ] [ 14 ] |
| 8  | TSS テレビ新広島      | 47             | 1W         | 2.2W         | 広島県       | 約2,700世帯      | 2008年8月5日 | [ 15 ]        |

### 地上アナログテレビ
| チャンネル | 放送局名              | 空中線電力       | 実効輻射電力     | 放送対象地域 | 放送区域内世帯数 |
| 44         | TSS テレビ新広島      | 映像10W 音声2.5W | 映像35W 音声8.7W | 広島県       | 不明             |
| 46         | HOME 広島ホームテレビ | 映像10W 音声2.5W | 映像35W 音声8.7W | 広島県       | 不明             |
| 51         | NHK 広島教育          | 映像10W 音声2.5W | 映像32W 音声8.1W | 全国         | 不明             |
| 54         | NHK 広島総合          | 映像10W 音声2.5W | 映像32W 音声8.1W | 広島県       | 不明             |
| 57         | RCC 中国放送          | 映像10W 音声2.5W | 映像32W 音声8.1W | 広島県       | 不明             |
| 60         | HTV 広島テレビ放送    | 映像10W 音声2.5W | 映像34W 音声8.5W | 広島県       | 不明             |